# Give Me Five!
„GIVE ME FIVE!” – dwudziesty piąty singel japońskiego zespołu AKB48, wydany w Japonii 15 lutego 2012 roku przez You! Be Cool.
Singel został wydany w pięciu edycjach: dwóch regularnych i dwóch limitowanych (Type A, Type B) oraz „teatralnej” (CD). Osiągnął 1 pozycję w rankingu Oricon i pozostał na liście przez 23 tygodnie, sprzedał się w nakładzie 1 436 519 egzemplarzy. Singel zdobył status płyty Milion.

## Lista utworów
Wszystkie utwory zostały napisane przez Yasushiego Akimoto.

### Type A
| CD  |                                                                |                                                                |                                                                |      |
| Nr  | Tytuł                                                          | Kompozycja                                                     | Aranżacja                                                      | Czas |
| 1.  | „GIVE ME FIVE!”                                                | Daisuke Sasabuchi                                              | Yūichi "Masa" Nonaka                                           | 5:02 |
| 2.  | „Sweet & Bitter” (jap. スイート&ビター) (wyk. Selection 6)     | Hisashi Shibata                                                | Seiji Mutō                                                     | 4:16 |
| 3.  | „NEW SHIP” (wyk. Special Girls A)                              | Ryūsuke Taira                                                  | Yūichi "Masa" Nonaka                                           | 5:02 |
| 4.  | „GIVE ME FIVE!” (off vocal version)                            | Daisuke Sasabuchi                                              | Yūichi "Masa" Nonaka                                           | 5:02 |
| 5.  | „Sweet & Bitter” (jap. スイート&ビター) (off vocal version)    | Hisashi Shibata                                                | Seiji Mutō                                                     | 4:16 |
| 6.  | „NEW SHIP” (off vocal version)                                 | Ryūsuke Taira                                                  | Yūichi "Masa" Nonaka                                           | 5:02 |
| DVD |                                                                |                                                                |                                                                |      |
| Nr  | Tytuł                                                          | Tytuł                                                          | Tytuł                                                          | Czas |
| 1.  | „GIVE ME FIVE!” (Music Video)                                  | „GIVE ME FIVE!” (Music Video)                                  | „GIVE ME FIVE!” (Music Video)                                  |      |
| 2.  | „Sweet & Bitter” (jap. スイート&ビター) (Music Video)          | „Sweet & Bitter” (jap. スイート&ビター) (Music Video)          | „Sweet & Bitter” (jap. スイート&ビター) (Music Video)          |      |
| 3.  | „NEW SHIP” (Music Video)                                       | „NEW SHIP” (Music Video)                                       | „NEW SHIP” (Music Video)                                       |      |
| 4.  | „GIVE ME FIVE! MAKING zenpen” (jap. GIVE ME FIVE! MAKING 前編) | „GIVE ME FIVE! MAKING zenpen” (jap. GIVE ME FIVE! MAKING 前編) | „GIVE ME FIVE! MAKING zenpen” (jap. GIVE ME FIVE! MAKING 前編) |      |
| 5.  | „Utsukushii MIX kōza” (jap. 美しいＭＩＸ講座)                  | „Utsukushii MIX kōza” (jap. 美しいＭＩＸ講座)                  | „Utsukushii MIX kōza” (jap. 美しいＭＩＸ講座)                  |      |

### Type B
| CD  |                                                                           |                                                                           |                                                                           |      |
| Nr  | Tytuł                                                                     | Kompozycja                                                                | Aranżacja                                                                 | Czas |
| 1.  | „GIVE ME FIVE!”                                                           | Daisuke Sasabuchi                                                         | Yūichi "Masa" Nonaka                                                      | 5:02 |
| 2.  | „Sweet & Bitter” (jap. スイート&ビター) (wyk. Selection 6)                | Hisashi Shibata                                                           | Seiji Mutō                                                                | 4:16 |
| 3.  | „Hitsujikai no tabi” (jap. 羊飼いの旅) (wyk. Special Girls B)             | YUMA                                                                      | YUMA                                                                      | 5:18 |
| 4.  | „GIVE ME FIVE!” (off vocal ver.)                                          | Daisuke Sasabuchi                                                         | Yūichi "Masa" Nonaka                                                      | 5:02 |
| 5.  | „Sweet & Bitter” (jap. スイート&ビター) (off vocal ver.)                  | Hisashi Shibata                                                           | Seiji Mutō                                                                | 4:16 |
| 6.  | „Hitsujikai no tabi” (jap. 羊飼いの旅) (off vocal ver.)                   | YUMA                                                                      | YUMA                                                                      | 5:18 |
| DVD |                                                                           |                                                                           |                                                                           |      |
| Nr  | Tytuł                                                                     | Tytuł                                                                     | Tytuł                                                                     | Czas |
| 1.  | „GIVE ME FIVE!” (Music Video)                                             | „GIVE ME FIVE!” (Music Video)                                             | „GIVE ME FIVE!” (Music Video)                                             |      |
| 2.  | „Sweet & Bitter” (jap. スイート&ビター) (Music Video)                     | „Sweet & Bitter” (jap. スイート&ビター) (Music Video)                     | „Sweet & Bitter” (jap. スイート&ビター) (Music Video)                     |      |
| 3.  | „Hitsujikai no tabi” (jap. 羊飼いの旅) (Music Video)                      | „Hitsujikai no tabi” (jap. 羊飼いの旅) (Music Video)                      | „Hitsujikai no tabi” (jap. 羊飼いの旅) (Music Video)                      |      |
| 4.  | „GIVE ME FIVE! MAKING kōhen” (jap. GIVE ME FIVE! MAKING 後編)             | „GIVE ME FIVE! MAKING kōhen” (jap. GIVE ME FIVE! MAKING 後編)             | „GIVE ME FIVE! MAKING kōhen” (jap. GIVE ME FIVE! MAKING 後編)             |      |
| 5.  | „Utsukushii overture & Encore kōza” (jap. 美しいoverture＆アンコール講座) | „Utsukushii overture & Encore kōza” (jap. 美しいoverture＆アンコール講座) | „Utsukushii overture & Encore kōza” (jap. 美しいoverture＆アンコール講座) |      |

### Wer. teatralna
| CD |                                                                              |                   |                      |      |
| Nr | Tytuł                                                                        | Kompozycja        | Aranżacja            | Czas |
| 1. | „GIVE ME FIVE!”                                                              | Daisuke Sasabuchi | Yūichi "Masa" Nonaka | 5:02 |
| 2. | „Sweet & Bitter” (jap. スイート&ビター) (wyk. Selection 6)                   | Hisashi Shibata   | Seiji Mutō           | 4:16 |
| 3. | „Jung ya Freud no baai” (jap. ユングやフロイトの場合) (wyk. Special Girls C) | Yasuo Sakai       | Yūichi "Masa" Nonaka | 4:29 |
| 4. | „GIVE ME FIVE!” (off vocal ver.)                                             | Daisuke Sasabuchi | Yūichi "Masa" Nonaka | 5:02 |
| 5. | „Sweet & Bitter” (jap. スイート&ビター) (off vocal ver.)                     | Hisashi Shibata   | Seiji Mutō           | 4:16 |
| 6. | „Jung ya Freud no baai” (jap. ユングやフロイトの場合) (off vocal ver.)       | Yasuo Sakai       | Yūichi "Masa" Nonaka | 4:29 |

## Skład zespołu
| „GIVE ME FIVE!” |
| --- |
| - Team A: Atsuko Maeda (środek), Haruna Kojima, Rino Sashihara, Mariko Shinoda, Aki Takajō, Minami Takahashi - Team K: Yūko Ōshima, Tomomi Itano, Minami Minegishi, Sae Miyazawa, Yui Yokoyama - Team B: Tomomi Kasai, Yuki Kashiwagi, Rie Kitahara, Mayu Watanabe - Team S: Rena Matsui, Jurina Matsui - Team N: Sayaka Yamamoto |

| „Sweet & Bitter” |
| --- |
| - Team A: Minami Takahashi (środek), Atsuko Maeda (środek), Rino Sashihara, Mariko Shinoda - Team K: Tomomi Itano, Yūko Ōshima |

| „NEW SHIP” |
| --- |
| - Team B: Sumire Satō - Team 4: Miori Ichikawa, Anna Iriyama, Haruka Shimazaki, Suzuran Yamauchi - Kenkyūsei: Karen Iwata, Rena Katō, Rina Kawaei, Juri Takahashi, Yuka Tano - Team S: Jurina Matsui (środek), Yuria Kizaki - Team E: Kanon Kimoto - Team N: Miyuki Watanabe - HKT48: Haruka Kodama - JKT48: Melody Nurramdhani Laksani (środek) |

| „Hitsujikai no tabi” |
| --- |
| - Team A: Misaki Iwasa, Aika Ōta, Haruka Katayama, Asuka Kuramochi, Haruna Kojima, Aki Takajō - Team K: Sayaka Akimoto, Ayaka Umeda, Ayaka Kikuchi, Reina Fujie, Sakiko Matsui, Minami Minegishi, Sae Miyazawa, Yui Yokoyama - Team B: Yuki Kashiwagi (środek), Mayu Watanabe (środek), Tomomi Kasai, Rie Kitahara, Amina Sato, Yuka Masuda - Team 4: Haruka Shimada, Mariya Nagao - Team S: Rena Matsui - Team KII: Akane Takayanagi |

| „Jung ya Freud no baai” |
| --- |
| - Team A: Shizuka Ōya, Haruka Nakagawa, Chisato Nakata, Sayaka Nakaya, Ami Maeda, Natsumi Matsubara - Team K: Mayumi Uchida, Miku Tanabe, Tomomi Nakatsuka, Moeno Nitō, Misato Nonaka, Rumi Yonezawa - Team B: Haruka Ishida, Kana Kobayashi, Mika Komori, Natsuki Satō, Shihori Suzuki, Mariya Suzuki, Rina Chikano, Natsumi Hirajima, Miho Miyazaki - Team 4: Maria Abe, Miyu Takeuchi, Shiori Nakamata, Mariko Nakamura - Kenkyūsei: Rina Izuta, Miyū Ōmori, Natsuki Kojima, Marina Kobayashi, Erena Saeed Yokota, Yukari Sasaki, Rika Suzuki, Wakana Natori, Rina Hirata, Nana Fujita, Tomu Mutō, Ayaka Morikawa |

## Notowania
| Lista                                      | Pozycja |
| ------------------------------------------ | ------- |
| Oricon Weekly Singles Chart                | 1       |
| Oricon Yearly Singles Chart                | 2       |
| Billboard Japan Hot 100                    | 1       |
| Billboard Japan Hot Singles Sales          | 1       |
| Billboard Japan Hot Top Airplay            | 2       |
| Billboard Japan Adult Contemporary Airplay | 2       |

## Wersja SNH48
Grupa SNH48 wydała własną wersję piosenki, zatytułowaną GIVE ME FIVE! (chiń. 青春的约定; pinyin Qīngchūn de yuēdìng), jako szósty minialbum. Ukazał się 15 stycznia 2015 roku

### Lista utworów
| CD  |                                                               |                                                |      |
| Nr  | Tytuł                                                         | Oryginalna piosenka                            | Czas |
| 1.  | „GIVE ME FIVE!” (chn. 青春的约定)                             | „GIVE ME FIVE!”                                |      |
| 2.  | „Kokoro no Placard” (chn. 告白趁现在) (wyk. Top 16)           | „Kokoro no Placard”                            |      |
| 3.  | „Juuryoku Sympathy” (chn. 万有引力) (wyk. Team HII)           | „Jūryoku Sympathy” (Team Surprise's 1st Stage) |      |
| 4.  | „Kimi no Koto ga Suki dakara” (chn. 错过奇迹) (wyk. Team NII) | „Kimi no koto ga suki dakara”                  |      |
| 5.  | „Yume no Kawa” (chn. 梦之河) (wyk. Team SII)                  | „Yume no kawa”                                 |      |
| 6.  | „GIVE ME FIVE!” (off-vocal)                                   | „GIVE ME FIVE!”                                |      |
| 7.  | „Kokoro no Placard” (off-vocal)                               | „Kokoro no Placard”                            |      |
| 8.  | „Juuryoku Sympathy” (off-vocal)                               | „Jūryoku Sympathy” (Team Surprise's 1st Stage) |      |
| 9.  | „Kimi no Koto ga Suki dakara” (off-vocal)                     | „Kimi no koto ga suki dakara”                  |      |
| 10. | „Yume no Kawa” (off-vocal)                                    | „Yume no kawa”                                 |      |